# Товарищество на вере
Товарищество на вере (коммандитное товарищество) — коммерческая организация, основанная на складочном капитале, в которой две категории членов: полные товарищи и вкладчики-коммандитисты.
Полные товарищи осуществляют предпринимательскую деятельность от имени товарищества и отвечают по обязательствам товарищества всем своим имуществом. Вкладчики-коммандитисты отвечают только своим вкладом, внесённым в развитие чего-либо (дела или проекта). 
Эта форма предпринимательской деятельности возникла в X веке на побережье Средиземного моря из договоров частных лиц с купцами и капитанами кораблей, по которым эти лица давали отправляющимся в морское путешествие деньги или товары для ведения торговли за морем, выговаривая себе прибыли от этой торговли, за исключением вознаграждения за комиссию.

## Определение
Товариществом на вере (коммандитным товариществом) признается товарищество, в котором наряду с участниками, осуществляющими от имени товарищества предпринимательскую деятельность и отвечающими по обязательствам товарищества своим имуществом (полными товарищами), имеется один или несколько участников — вкладчиков (коммандитистов), которые несут риск убытков, связанных с деятельностью товарищества, в пределах сумм внесенных ими вкладов и не принимают участия в осуществлении товариществом предпринимательской деятельности.

## Название
Согласно п. 4 ст. 82 Гражданского кодекса Российской Федерации фирменное наименование товарищества на вере должно содержать либо имена (наименования) всех полных товарищей и слова «товарищество на вере» или «коммандитное товарищество», либо имя (наименование) не менее чем одного полного товарища с добавлением слов «и компания» и слова «товарищество на вере» или «коммандитное товарищество», а если в наименовании товарищества на вере присутствует имя вкладчика, то такой вкладчик становится полным товарищем.

## Учредительные документы
Товарищество на вере создается и действует на основании учредительного договора. Учредительный договор должен содержать следующие сведения:
- наименование товарищества;
- место его нахождения;
- порядок управления деятельностью товарищества;
- условия о размере и составе складочного капитала товарищества;
- условия о размере и порядке изменения долей каждого из полных товарищей в складочном капитале;
- условия о размере, составе, сроках и порядке внесения вкладов полными товарищами, их ответственности за нарушение обязанностей по внесению вкладов;
- условия о совокупном размере вкладов, вносимых вкладчиками.

В учредительном договоре учредители обязуются создать юридическое лицо, определяют порядок совместной деятельности по его созданию, условия передачи ему своего имущества и участия в его деятельности. Договором определяются также условия и порядок распределения между участниками прибыли и убытков, управления деятельностью юридического лица, выхода учредителей (участников) из его состава.

## Участники
Полными участниками товарищества на вере могут быть только индивидуальные предприниматели и (или) коммерческие организации. Количество участников не должно быть меньше двух.
Вкладчиками могут быть граждане, юридические лица, учреждения (если иное не установлено законом).

### Права полных товарищей
Полный товарищ вправе:
- участвовать в управлении делами товарищества;
- получать информацию о деятельности товарищества;
- принимать участие в распределении прибыли;
- получать в случае ликвидации товарищества часть имущества, оставшегося после расчета с кредиторами, или его стоимость;
- в любое время выйти из товарищества.

### Обязанности полных товарищей
Полный товарищ обязан:
- вносить вклады в порядке, размерах, способами и в сроки, которые предусмотрены учредительными документами;
- не разглашать конфиденциальную информацию о деятельности товарищества;
- участвовать в деятельности товарищества в соответствии с условиями учредительного договора;
- воздержаться от совершения от своего имени и в своих интересах или в интересах третьих лиц сделок, однородных с теми, которые составляют предмет деятельности товарищества.

### Права вкладчиков
Вкладчик в товариществе на вере вправе:
- получать часть прибыли товарищества, причитающуюся на его долю в складочном капитале, в порядке, предусмотренном учредительным договором;
- знакомиться с годовыми отчетами и балансами товарищества;
- по окончании финансового года выйти из товарищества и получить свой вклад в порядке, предусмотренном учредительным договором;
- передать свою долю в складочном капитале или её часть другому вкладчику или третьему лицу.

### Обязанности вкладчиков
Вкладчик обязан:
- внести вклад в складочный капитал. Внесение вклада удостоверяется свидетельством об участии, выдаваемым вкладчику товарищества.

## Органы управления
Управление деятельностью товарищества на вере осуществляется полными товарищами. Вкладчики не вправе участвовать в управлении и ведении дел товарищества на вере, выступать от его имени иначе, как по доверенности. Они не вправе оспаривать действия полных товарищей по управлению и ведению дел товарищества.
Высшим органом управления является собрание полных товарищей. На собрании каждый полный товарищ имеет один голос, если учредительным договором не установлено иное, а решения принимаются единогласно (если учредительным договором не установлено иное).
Каждый полный товарищ вправе действовать от имени товарищества, если учредительным договором не установлено, что все полные товарищи ведут дела совместно, либо ведение дел поручено отдельным участникам. При совместном ведении дел товарищества его полными товарищами для совершения каждой сделки требуется согласие всех участников товарищества.
Если ведение дел товарищества поручается его участниками одному или некоторым из них, остальные участники для совершения сделок от имени товарищества должны иметь доверенность от участника (участников), на которого возложено ведение дел товарищества.

## Складочный капитал
Минимальный и максимальный размеры складочного капитала не ограничены.

## Порядок распределения прибыли
Прибыль и убытки товарищества на вере распределяются между его участниками пропорционально их долям в складочном капитале, если иное не предусмотрено учредительным договором или иным соглашением участников. Не допускается соглашение об устранении кого-либо из участников товарищества от участия в прибыли или в убытках.
Если вследствие понесенных товариществом убытков стоимость его чистых активов станет меньше размера его складочного капитала, полученная товариществом прибыль не распределяется между участниками до тех пор, пока стоимость чистых активов не превысит размер складочного капитала.

## Ответственность товарищества на вере
Товарищество несет ответственность по своим обязательствам всем принадлежащим ему имуществом. В случае недостаточности имущества общества кредитор вправе предъявить требование к любому полному товарищу или ко всем сразу для исполнения обязательства (субсидиарная ответственность).
Полный товарищ, не являющийся его учредителем, отвечает наравне с другими полными товарищами по обязательствам, возникшим до его вступления в товарищество.
Полный товарищ, выбывший из товарищества, отвечает по обязательствам товарищества, возникшим до момента его выбытия, наравне с оставшимися участниками в течение двух лет со дня утверждения отчета о деятельности товарищества за год, в котором он выбыл из товарищества.

## Законодательная база
Согласно ст. 82 ГК РФ положение полных товарищей, участвующих в товариществе на вере, и их ответственность по обязательствам товарищества определяются правилами ГК РФ об участниках полного товарищества.
- Лицо может быть полным товарищем только в одном товариществе на вере.
- Участник полного товарищества не может быть полным товарищем в товариществе на вере.
- Полный товарищ в товариществе на вере не может быть участником полного товарищества.
- Фирменное наименование товарищества на вере должно содержать либо имена (наименования) всех полных товарищей и слова «товарищество на вере» или «коммандитное товарищество», либо имя (наименование) не менее чем одного полного товарища с добавлением слов «и компания» и слова «товарищество на вере» или «коммандитное товарищество».
- Если в фирменное наименование товарищества на вере включено имя вкладчика, такой вкладчик становится полным товарищем.

К товариществу на вере применяются правила ГК России о полном товариществе постольку, поскольку это не противоречит правилам ГК России о товариществе на вере.
Товарищество на вере равное как и любое другое предприятие обязано нести ответственность за свою деятельность.

## Выбытие участника
Выбытие всех вкладчиков в товариществе на вере предполагает ликвидацию товарищества либо преобразование в полное товарищество.

## Ликвидация товарищества на вере
Согласно ст. 86 ГК РФ основанием для ликвидации товарищества является: 
- решение его учредителей (участников) либо органа юридического лица, уполномоченного на то учредительными документами, в том числе в связи с истечением срока, на который создано юридическое лицо, с достижением цели, ради которой оно создано;
- решение суда в случае допущенных при его создании грубых нарушений закона, если эти нарушения носят неустранимый характер, либо осуществления деятельности без надлежащего разрешения (лицензии), либо запрещенной законом, либо с нарушением Конституции Российской Федерации, либо с иными неоднократными или грубыми нарушениями закона или иных правовых актов, либо при систематическом осуществлении некоммерческой организацией, в том числе общественной или религиозной организацией (объединением), благотворительным или иным фондом, деятельности, противоречащей её уставным целям, а также в иных случаях, предусмотренных настоящим Кодексом.

Также товарищество на вере может быть ликвидировано согласно ст. 65 ГК, когда юридическое лицо объявляется банкротом.